# Echinocyamus macrostomus
Echinocyamus macrostomus is een zee-egel uit de familie Echinocyamidae.
De wetenschappelijke naam van de soort werd in 1907 gepubliceerd door Theodor Mortensen.